# Olle Sundin
Olle Sundin (* 1997) ist ein ehemaliger schwedischer Skirennläufer.

## Karriere
Sundin gab sein internationales Renndebüt am 16. November 2013 in Kåbdalis bei einem FIS-Slalom. Sein erstes internationales Großereignis bestritt er im Februar 2015 beim Europäischen Olympischen Winter-Jugendfestival in Vorarlberg und Liechtenstein. Dort belegte er im Riesenslalom den 16. Platz, mit der Mannschaft schied er im Achtelfinale des Teamwettbewerbs aus.
In den darauffolgenden Jahren startete Sundin, abgesehen von internationalen Großereignissen, hauptsächlich bei FIS-Rennen in Skandinavien. Es folgten vereinzelte Einsätze im Europacup, sowie bei den anderen kontinentalen Rennserien der FIS, wie etwa dem South American Cup.
Im Februar 2019 nahm Sundin erstmals an Alpinen Skiweltmeisterschaften teil. Bei den Wettkämpfen in Åre gelang ihm in der Alpinen Kombination mit dem 30. Platz seine beste Platzierung. Zum Abschluss des Winters wurde er erstmals schwedischer Meister in der Abfahrt.
Am 17. Januar 2020 gab Sundin sein Weltcupdebüt bei der Alpinen Kombination in Wengen, wobei er jedoch im zweiten Durchgang disqualifiziert wurde.
Seinen ersten Podestplatz im Europacup gewann Sundin am 15. Dezember 2020 in Santa Caterina.
Im Dezember 2022 gab Sundin überraschend im Alter von nur 24 Jahren seinen Rücktritt vom Alpinen Skisport bekannt. Als Grund nannte Sundin fehlende Motivation.

## Erfolge

### Weltmeisterschaften
- Åre 2019: 30. Alpine Kombination, 34. Abfahrt, 34. Super-G
- Cortina d’Ampezzo 2021: DNF Abfahrt, DNF Super-G, DNF Alpine Kombination

### Juniorenweltmeisterschaften
- Sotschi 2016: 31. Abfahrt, DNF Super-G, DNF Riesenslalom, DNF Slalom, DNF Alpine Kombination
- Åre 2017: 8. Abfahrt, DNF Super-G, DNF Riesenslalom, DNF Slalom, DNF Alpine Kombination
- Davos 2018: DNF Alpine Kombination, DNS Abfahrt, DNS Super-G

### Europacup
- 5 Platzierungen unter den besten 5, davon 3 Podestplätze

### Australian New Zealand Cup
- Ein Podestplatz

### South American Cup
- 5 Platzierungen unter den besten 30

### Europäisches Olympisches Winter-Jugendfestival
- Vorarlberg/Liechtenstein 2015: 15. Mannschaft, 16. Riesenslalom, DNF Slalom

### Weitere Erfolge
- Schwedischer Meister in der Abfahrt (2019, 2022, 2023)
- Schwedischer Meister im Super-G (2021, 2023)
- 5 Siege bei FIS-Rennen